# Битка за Мерида
Битката за Мерида е сражение, в което републиканската милиция на два пъти не успява да спре Африканската армия на бунтовниците близо до историческия град Мерида в началото на Гражданската война в Испания.
Националистите побеждават републиканците и осигуряват контрол, позволявайки на генерал Хуан Ягуе да обкръжи и превземе съседен Бадахос в битката при Бадахос няколко дни по-късно.

## Подготовка
Националистическата армия под командването на полковник Карлос Асенсио Кабаниляс се събира в Севиля с помощта на германски и италиански „съветници“. Силите започват подобно на Блицкриг движение на север на 2 август с камиони, доставени от генерал Гонсало Кейпо де Ляно. Майор Антонио Кастехон последва с втора колона на 3 август.
Асенсио се впусва на север, смазвайки яростната републиканска съпротива на 6 август. На следващия ден армията от Африка превзема село Алмендралехо след кървава битка, с тежки загуби и от двете страни. Републиканците се оттеглят на север до близката Мерида, докато националистите чакат Кастехон да пристигне.

## Битката
На 10 август републиканската милиция прави още един ход по поречието на река Гуадиана, на няколко километра южно от Мерида. Два батальона от Испанския чуждестранен легион и един табор от марокански регуларес участват в битката. Преди атаката Мерида е подложена на мощен обстрел от артилерия и авиация на националистите. След това, бунтовниците атакуват града от три посоки: IV батальон от юг, прекосявайки река Гуадиана, след като превземат Аланхе и Сафра, II табор от изток и V батальон пресичат Пуенте Романо. IV батальон не успява да пресече реката и се оттегля към Алмендралехо, но II табор влиза в града.
Междувременно Асенсио с V батальон настъпва напред и превзема моста, след което преминава през реката и превзема града. Лоялистката милиция се оттегля, вместо да рискува да бъде обкръжена, а генерал Ягуе пристига, за да поеме командването на бунтовническата армия. След окупацията на града войските на Ягуе извършват клане. Комитетът по защита, ръководен от Анита Лопес, е екзекутиран от националистите.
След това Ягуе се премества на запад срещу Бадахос с Асенсио и Кастехон, оставяйки отряд войници под командването на майор Ели Тела да държи Мерида. На 11 август републиканската милиция се организира отново със силен контингент от щурмова охана и гражданската гвардия от Мадрид. Републиканците атакуват и са победени от професионалните легионери на Тела. Междувременно, контингентът на Ягуе превзема Бадахос с щурм.

## Последици
След окупацията на Мерида и Бадахос, националистите свързват контролираната от тях северна зона с южната. Освен това, националистите окупират западната половина на провинция Бадахос и републиканското правителство губи контрола над португалската граница. Националистите извършват жестоки репресии в завоюваната територия.